# Sebastián Lerdo de Tejada
Sebastián Lerdo de Tejada (Xalapa, 24 aprile 1823 – New York, 21 aprile 1889) è stato un politico messicano, presidente del Messico dal 19 luglio 1872 al 20 novembre 1876.

## Biografia
Laureato in giurisprudenza ed entrato in magistratura, Sebastián Lerdo de Tejada militò presto in politica tra le file del Partito liberale. Membro della Corte Suprema dal 1855 al 1857, ebbe diversi incarichi ministeriali durante le presidenze di Ignacio Comonfort e Benito Juárez. Infatti, nel 1857 fu nominato da Comonfort Ministro degli Esteri, mentre dal 1861 assunse la presidenza della Camera dei deputati messicana, divenendo, durante il Secondo intervento francese in Messico (1863 - 1867), uno dei massimi collaboratori di Juárez, con cui fu ministro degli Esteri, poi della Giustizia e infine, dal 1867 al 1872, dopo la cacciata dei francesi, Lerdo de Tejada divenne presidente della Corte Suprema messicana. Dopo la morte improvvisa di Juárez, il 18 luglio 1872, dovuta ad un colpo apoplettico, il politico messicano fu nominato presidente provvisorio del Messico; la sua presidenza, nonostante la sua moderazione, vide la spaccatura del Partito liberale, lacerato dalle divisioni interne, e il rafforzamento dei conservatori. Per di più, la legge sullo svincolo dei beni di manomorta si rivelò controproducente, in quanto aveva rafforzato i grandi proprietari terrieri, che poterono acquistare i terreni ecclesiastici messe in liquidazione dal governo. Fu facile dunque per il campione conservatore, Porfirio Díaz, eroe della guerra di liberazione (sebbene appartenesse al Partito liberale), riuscire ad acquistare sempre più influenza a danno dello stesso presidente. Malgrado questo, Sebastián Lerdo de Tejado riuscì a governare per quattro anni, venendo anche riconfermato alla presidenza nel 1876; tuttavia il generale Díaz impedì il suo insediamento, e il 20 novembre dello stesso anno depose il capo dello Stato, che dovette andare in esilio. L'ex - presidente messicano si rifugiò negli Stati Uniti, stabilendosi a New York, dove morì il 21 aprile 1889, a 65 anni.